# 尼斯河畔盧恰尼
尼斯河畔盧恰尼是捷克的城鎮，位於該國北部，距離亞布洛內茨5公里，由利貝雷茨州負責管轄，面積13.13平方公里，海拔高度598米，2006年人口1,730。

## 外部連結
- Official website （页面存档备份，存于）